# 五里店西路
39°54′01″N 116°37′16″E / 39.90026°N 116.6210°E
五里店西路是位于中国北京市通州区的一条道路，南起通朝大街，北至八里桥南街。通州西站位于五里店西路7号。西边有五里店西铁道公园、杨庄公园。
1982年铺设沥青路面。